# Supermercados Econo
Supermercados Econo es una cadena de supermercados puertorriqueña. Al 2021 cuenta con 64 tiendas en 49 municipios del país.

## Historia
Supermercados Econo inició operaciones en 1970 y su sede se encuentra en Carolina.
La primera tienda de la cadena la abrió Facundo Colón, un empresario puertorriqueño, en Hato Rey.
Durante 2022, se hicieron varias denuncias contra el supermercado con respecto a sus ventas de carnes y productos refrigerados, incluida que su ubicación en Aguadilla que vendía carnes viejas y podridas. El local de Aguadilla fue cerrado temporalmente.